# Sheenjek River
Der Sheenjek River ist ein etwa 482 Kilometer langer rechter Nebenfluss des Porcupine River im Interior des US-Bundesstaates Alaska.

## Verlauf
Der Sheenjek River entspringt in den Romanzof Mountains, einer Gebirgskette in der Brooks Range. Er hat seinen Ursprung in einem kleinen 2000 m hoch gelegenen Gletscherfeld auf der Südseite der kontinentalen Wasserscheide. Der Sheenjek River fließt in überwiegend südlicher Richtung durch das Gebirge. Ein größerer Nebenfluss ist der East Fork Sheenjek River von links. Weitere Nebenflüsse sind Eskimo Creek von links sowie Old Woman Creek, Monument Creek und Koness River von rechts. Der Fluss mündet schließlich 35 km nordöstlich von Fort Yukon in den Porcupine River.

## Naturschutz
Das Quellgebiet und der Oberlauf des Sheenjek liegen im Arctic National Wildlife Refuge, das Mündungsgebiet im Yukon Flats National Wildlife Refuge.
Der 260 Kilometer lange Teil des Sheenjek River im Arctic National Wildlife Refuge wurde 1980 durch den Alaska National Interest Lands Conservation Act als National Wild and Scenic River ausgewiesen.